# Nelusetta ayraud
Nelusetta ayraud är en fiskart som först beskrevs av Jean René Constant Quoy och Joseph Paul Gaimard 1824.  Nelusetta ayraud ingår i släktet Nelusetta och familjen filfiskar. Inga underarter finns listade i Catalogue of Life.